# Tour de France 2014
Tour de France 2014 var den 101:a upplagan av cykeltävlingen Tour de France. Tävlingen startade den 5 juli i Leeds och avslutades den 27 juli i Paris. De tre första etapperna kördes i England, innan cyklisterna inför den fjärde etappen reste över till Le Touquet-Paris-Plage i Frankrike, där resterande 18 etapper kördes.
De två på förhand största favoriterna för totalsegern, 2013 års vinnare Chris Froome samt Alberto Contador, tvingades bryta loppet efter svåra vurpor under de inledande etapperna.
Tävlingen vanns av italienaren Vincenzo Nibali, nästan åtta minuter före tvåan Jean-Christophe Péraud. Trea slutade fransmannen Thibaut Pinot, vilket betydde att tävlingen hade två fransmän bland de tre bästa cyklisterna, för första gången sedan 1984. Den gula ledartröjan bars under tävlingen av bara tre olika cyklister: Marcel Kittel, som vann den första etappen och bar tröjan under etapp 2, Vincenzo Nibali som bar tröjan under etapp 3-9 och 11-21, och Tony Gallopin som bar ledartröjan under etapp 10.
Slovaken Peter Sagan vann poängtävlingen överlägset för tredje året i rad, trots att han inte vann en enda etapp. I bergspristävlingen segrade polacken Rafał Majka och totaltrean Thibaut Pinot tog hem ungdomstävlingen. Ag2r-La Mondiale vann lagtävlingen och italienaren Alessandro De Marchi fick priset som tävlingens mest offensiva cyklist.

## Deltagande lag
Alla nitton UCI ProTour-lag blir inbjudna och är förpliktigade att delta i loppet. Tre pro-kontinentallag bjöds in i tävlingen.
| Team Sky Trek Factory Racing Belkin Pro Cycling Orica-GreenEDGE Cofidis, Solutions Credits Bretagne-Seche Environnement | Astana Pro Team Cannondale Lampre–Merida Ag2r-La Mondiale Lotto-Belisol Team Giant-Shimano | BMC Racing Team IAM Cycling Tinkoff–Saxo FDJ.fr Omega Pharma-Quick Step | Team Netapp-Endura Team Katusha Garmin-Sharp Team Europcar Movistar Team |

## Etapper
De tre första etapperna av 2014 års Tour de France kördes i England med start i Leeds. Det är totalt fjärde gången som Tour de France besöker England på någon eller några av etapperna (övriga gånger var 1974, 1994 och 2007). Det är dock första gången som det körs hela tre etapper på engelsk mark.
| Etapp | Datum   | Lokal tid | Start–mål                                                    | Distans  | Typ     | Typ                           | Vinnare                    | Vinnartid  |
| ----- | ------- | --------- | ------------------------------------------------------------ | -------- | ------- | ----------------------------- | -------------------------- | ---------- |
| 1     | 5 juli  | 11:10     | Leeds – Harrogate (Storbritannien)                           | 190,5 km |         | Flack etapp                   | Marcel Kittel (GER)        | 4h 44' 07" |
| 2     | 6 juli  | 11:00     | York – Sheffield (Storbritannien)                            | 201 km   |         | Kuperat                       | Vincenzo Nibali (ITA)      | 5h 08' 36" |
| 3     | 7 juli  | 12:15     | Cambridge – London (Storbritannien)                          | 155 km   |         | Flack etapp                   | Marcel Kittel (GER)        | 3h 38' 30" |
| 4     | 8 juli  | 13:35     | Le Touquet-Paris-Plage – Lille Metropole (Villeneuve-d'Ascq) | 163,5 km |         | Flack etapp                   | Marcel Kittel (GER)        | 3h 36' 39" |
| 5     | 9 juli  | 13:45     | Ypres (Belgien) – Arenberg Porte du Hainaut                  | 155,5 km |         | Flack etapp (med pavéavsnitt) | Lars Boom (NED)            | 3h 18' 35" |
| 6     | 10 juli | 12:50     | Arras – Reims                                                | 194 km   |         | Flack etapp                   | André Greipel (GER)        | 4h 11' 39" |
| 7     | 11 juli | 11:35     | Épernay – Nancy                                              | 234,5 km |         | Flack etapp                   | Matteo Trentin (ITA)       | 5h 18' 39" |
| 8     | 12 juli | 13:30     | Tomblaine – Gérardmer La Mauselaine                          | 161 km   |         | Kuperat                       | Blel Kadri (FRA)           | 3h 49' 28" |
| 9     | 13 juli | 13:10     | Gérardmer – Mulhouse                                         | 170 km   |         | Kuperat                       | Tony Martin (GER)          | 4h 09' 34" |
| 10    | 14 juli | 13:00     | Mulhouse – La Planche des Belles Filles                      | 161,5 km |         | Bergsetapp                    | Vincenzo Nibali (ITA)      | 4h 27' 26" |
|       | 15 juli | Vilodag   | Vilodag                                                      | Vilodag  | Vilodag | Vilodag                       |                            |            |
| 11    | 16 juli | 12;30     | Besançon – Oyonnax                                           | 187,5 km |         | Kuperat                       | Tony Gallopin (FRA)        | 4h 25' 45" |
| 12    | 17 juli | 12:50     | Bourg-en-Bresse – Saint-Étienne                              | 185,5km  |         | Flack etapp                   | Alexander Kristoff (NOR)   | 4h 32' 11" |
| 13    | 18 juli | 11:50     | Saint-Étienne – Chamrousse                                   | 197,5 km |         | Bergsetapp                    | Vincenzo Nibali (ITA)      | 5h 12' 29" |
| 14    | 19 juli | 11:55     | Grenoble – Risoul                                            | 177 km   |         | Bergsetapp                    | Rafał Majka (POL)          | 5h 08' 27" |
| 15    | 20 juli | 12:05     | Tallard – Nîmes                                              | 222 km   |         | Flack etapp                   | Alexander Kristoff (NOR)   | 4h 56' 43" |
|       | 21 juli | Vilodag   | Vilodag                                                      | Vilodag  | Vilodag | Vilodag                       |                            |            |
| 16    | 22 juli | 10:45     | Carcassonne – Bagnères-de-Luchon                             | 237,5 km |         | Bergsetapp                    | Michael Rogers (AUS)       | 6h 07' 10" |
| 17    | 23 juli | 13:35     | Saint-Gaudens – Saint-Lary-Soulan Pla d’Adet                 | 124,5 km |         | Bergsetapp                    | Rafał Majka (POL)          | 3h 35' 23" |
| 18    | 24 juli | 13:00     | Pau – Hautacam                                               | 145,5 km |         | Bergsetapp                    | Vincenzo Nibali (ITA)      | 4h 04' 17" |
| 19    | 25 juli | 12:15     | Maubourguet Pays du Val d’Adour – Bergerac                   | 208,5 km |         | Flack etapp                   | Ramūnas Navardauskas (LIT) | 4h 43' 41" |
| 20    | 26 juli | 10:10     | Bergerac – Périgueux                                         | 54 km    |         | Tempoetapp                    | Tony Martin (GER)          | 1h 06' 21" |
| 21    | 27 juli | 15:15     | Évry – Paris                                                 | 137,5 km |         | Flack etapp                   | Marcel Kittel (GER)        | 3h 20' 50" |

## Tröjutveckling
| Etapp | Vinnare              | Totaltävlingen  | Poängtävlingen | Bergspristävlingen | Ungdomstävlingen   | Lagtävlingen     | Mest offensive cyklist |
| ----- | -------------------- | --------------- | -------------- | ------------------ | ------------------ | ---------------- | ---------------------- |
| 1     | Marcel Kittel        | Marcel Kittel   | Marcel Kittel  | Jens Voigt         | Peter Sagan        | Team Sky         | Jens Voigt             |
| 2     | Vincenzo Nibali      | Vincenzo Nibali | Peter Sagan    | Cyril Lemoine      | Peter Sagan        | Team Sky         | Blel Kadri             |
| 3     | Marcel Kittel        | Vincenzo Nibali | Peter Sagan    | Cyril Lemoine      | Peter Sagan        | Team Sky         | Jan Bárta              |
| 4     | Marcel Kittel        | Vincenzo Nibali | Peter Sagan    | Cyril Lemoine      | Peter Sagan        | Team Sky         | Thomas Voeckler        |
| 5     | Lars Boom            | Vincenzo Nibali | Peter Sagan    | Cyril Lemoine      | Peter Sagan        | Astana Pro Team  | Lieuwe Westra          |
| 6     | André Greipel        | Vincenzo Nibali | Peter Sagan    | Cyril Lemoine      | Peter Sagan        | Astana Pro Team  | Luis Ángel Maté        |
| 7     | Matteo Trentin       | Vincenzo Nibali | Peter Sagan    | Cyril Lemoine      | Peter Sagan        | Astana Pro Team  | Martin Elmiger         |
| 8     | Blel Kadri           | Vincenzo Nibali | Peter Sagan    | Blel Kadri         | Michał Kwiatkowski | Astana Pro Team  | Blel Kadri             |
| 9     | Tony Martin          | Tony Gallopin   | Peter Sagan    | Tony Martin        | Michał Kwiatkowski | Astana Pro Team  | Tony Martin            |
| 10    | Vincenzo Nibali      | Vincenzo Nibali | Peter Sagan    | Joaquím Rodríguez  | Romain Bardet      | Ag2r-La Mondiale | Tony Martin            |
| 11    | Tony Gallopin        | Vincenzo Nibali | Peter Sagan    | Joaquím Rodríguez  | Romain Bardet      | Ag2r-La Mondiale | Nicolas Roche          |
| 12    | Alexander Kristoff   | Vincenzo Nibali | Peter Sagan    | Joaquím Rodríguez  | Romain Bardet      | Ag2r-La Mondiale | Simon Clarke           |
| 13    | Vincenzo Nibali      | Vincenzo Nibali | Peter Sagan    | Vincenzo Nibali    | Romain Bardet      | Ag2r-La Mondiale | Alessandro De Marchi   |
| 14    | Rafał Majka          | Vincenzo Nibali | Peter Sagan    | Joaquím Rodríguez  | Romain Bardet      | Ag2r-La Mondiale | Alessandro De Marchi   |
| 15    | Alexander Kristoff   | Vincenzo Nibali | Peter Sagan    | Joaquím Rodríguez  | Romain Bardet      | Ag2r-La Mondiale | Martin Elmiger         |
| 16    | Michael Rogers       | Vincenzo Nibali | Peter Sagan    | Rafał Majka        | Thibaut Pinot      | Ag2r-La Mondiale | Cyril Gautier          |
| 17    | Rafał Majka          | Vincenzo Nibali | Peter Sagan    | Rafał Majka        | Thibaut Pinot      | Ag2r-La Mondiale | Romain Bardet          |
| 18    | Vincenzo Nibali      | Vincenzo Nibali | Peter Sagan    | Rafał Majka        | Thibaut Pinot      | Ag2r-La Mondiale | Mikel Nieve            |
| 19    | Ramūnas Navardauskas | Vincenzo Nibali | Peter Sagan    | Rafał Majka        | Thibaut Pinot      | Ag2r-La Mondiale | Tom-Jelte Slagter      |
| 20    | Tony Martin          | Vincenzo Nibali | Peter Sagan    | Rafał Majka        | Thibaut Pinot      | Ag2r-La Mondiale | Inget pris             |
| 21    | Marcel Kittel        | Vincenzo Nibali | Peter Sagan    | Rafał Majka        | Thibaut Pinot      | Ag2r-La Mondiale | Inget pris             |
| Final | Final                | Vincenzo Nibali | Peter Sagan    | Rafał Majka        | Thibaut Pinot      | Ag2r-La Mondiale | Alessandro De Marchi   |

## Slutställning
Källa 

### Totaltävlingen
|    | Cyklist                | Stall                   | Tid         |
| -- | ---------------------- | ----------------------- | ----------- |
| 1  | Vincenzo Nibali        | Astana Pro Team         | 89h 59' 06" |
| 2  | Jean-Christophe Péraud | Ag2r-La Mondiale        | + 7' 37"    |
| 3  | Thibaut Pinot          | FDJ.fr                  | + 8' 15"    |
| 4  | Alejandro Valverde     | Movistar Team           | + 9' 40"    |
| 5  | Tejay van Garderen     | BMC Racing Team         | + 11' 24"   |
| 6  | Romain Bardet          | Ag2r-La Mondiale        | + 11' 26"   |
| 7  | Leopold König          | Team NetApp-Endura      | + 14' 32"   |
| 8  | Haimar Zubeldia        | Trek Factory Racing     | + 17' 57"   |
| 9  | Laurens ten Dam        | Belkin Pro Cycling Team | + 18' 12"   |
| 10 | Bauke Mollema          | Belkin Pro Cycling Team | + 21' 15"   |

### Poängtävlingen
|   | Cyklist            | Stall         | Poäng |
| - | ------------------ | ------------- | ----- |
| 1 | Peter Sagan        | Cannondale    | 431   |
| 2 | Alexander Kristoff | Team Katusha  | 282   |
| 3 | Bryan Coquard      | Team Europcar | 271   |

### Bergspristävlingen
|   | Cyklist           | Stall             | Poäng |
| - | ----------------- | ----------------- | ----- |
| 1 | Rafał Majka       | Team Tinkoff-Saxo | 181   |
| 2 | Vincenzo Nibali   | Astana Pro Team   | 168   |
| 3 | Joaquim Rodríguez | Team Katusha      | 112   |

### Ungdomstävlingen
|   | Cyklist            | Stall                  | Tid          |
| - | ------------------ | ---------------------- | ------------ |
| 1 | Thibaut Pinot      | FDJ.fr                 | 90h 07' 21"  |
| 2 | Romain Bardet      | Ag2r-La Mondiale       | + 3' 11"     |
| 3 | Michał Kwiatkowski | Omega Pharma-Quickstep | + 1h 13' 40" |